# Deadly Little Secrets
Deadly Little Secrets es una película canadiense de suspenso de 2002, dirigida por Fiona Mackenzie, escrita por Tim Redman, musicalizada por Larry Brown, en la fotografía estuvo David L. Butler y los protagonistas son Dina Meyer, Michele Hicks y Dylan Walsh, entre otros. El filme fue producido por Good Morgan Productions, Managed Passion Films y Tickertape Productions Canada Inc.; se estrenó el 20 de octubre de 2002.

## Sinopsis
Trata acerca de un agente federal y un exinvestigador que pretenden llevar a la justicia a un profesional de la medicina con tendencias homicidas.